# Marquesado de Torre Tagle
El Marquesado de Torre Tagle es un título nobiliario concedido (en 1730 que, por la fecha, debió ser por Felipe V) en el siglo XVIII a una familia de origen cántabro, establecida en Lima, dedicada al comercio y dueña de grandes propiedades urbanas y rurales, cuyos miembros han ocupado altos cargos políticos y militares.

## Marqueses de Torre Tagle
|                       | Titular                                                    | Periodo               |
| Creación por Felipe V | Creación por Felipe V                                      | Creación por Felipe V |
| --------------------- | ---------------------------------------------------------- | --------------------- |
| I                     | José Bernardo de Tagle Bracho                              | 1730 - 1755           |
| II                    | Tadeo José de Tagle Bracho y Sánchez                       | 1755 - 1794?          |
| III                   | José Manuel de Tagle e Isásaga                             | 1794? - 1801          |
| IV                    | José Bernardo de Tagle y Portocarrero                      | 1801 - 1825           |
| V                     | Josefa de Tagle y Echevarría                               | 1864 - ?              |
| VI                    | Ricardo Ortiz de Zevallos y Tagle                          | ? - 1915              |
| VII                   | José Ortiz de Zevallos y Vidaurre                          | 1915 - 1958           |
| VIII                  | Ignacio Ortiz de Zevallos y Zañartu                        | 1958 - 1983           |
| IX                    | Elena Ortiz de Zevallos y Zañartu                          | 1983 - 1994           |
| X                     | María Eugenia Espinosa de los Monteros y Ortiz de Zevallos | actual titular        |

## Historia de los Marqueses de Torre Tagle
- I marqués: José Bernardo de Tagle Bracho.

1. Casó con Rosa Juliana Sánchez de Tagle e Hidalgo. Le sucedió su hijo:

- II marqués: Tadeo José de Tagle Bracho y Sánchez.

1. Casó con María Josefa de Isásaga y Vázquez de Acuña, Señora de los Mayorazgos de las Casas de Isásaga, Arrúe y Mojica en España. Le sucedió su hijo:

- III marqués: José Manuel de Tagle e Isásaga.

1. Casó con María Josefa de Portocarrero y Zamudio. Le sucedió su hijo:

- IV marqués: José Bernardo de Tagle y Portocarrero, segundo Presidente de la República del Perú.

1. Casó en segundas nupcias con María Ana de Echevarría y Santiago de Ulloa. Le sucedió su hija:

- V marquesa: Josefa de Tagle y Echevarría.

1. Casó con Manuel Ortiz de Zevallos, Ministro de Hacienda y de Relaciones Exteriores del Perú. Le sucedió su hijo:

- VI marqués: Ricardo León Ygnacio Ortiz de Zevallos y Tagle, Presidente de la Corte Suprema del Perú.

1. Casó con Carmen de Vidaurre y Panizo. Le sucedió su hijo:

- VII marqués: José Ortiz de Zevallos y Vidaurre, ministro del Perú en Paraguay y Suecia.

1. Casó con Elena Zañartu y Cavero. Le sucedió su hijo:

- VIII marqués: Ignacio Ortiz de Zevallos y Zañartu. Le sucedió su hermana:

- IX marquesa: Elena Ortiz de Zevallos y Zañartu.

1. Casó con Carlos Espinosa de los Monteros y Dato, hijo de los duques de Dato. Le sucedió su hija:

- X marquesa: María Eugenia Espinosa de los Monteros y Ortiz de Zevallos. Actual titular desde 1995

1. Casada con Roberto José Rivas Martínez